# Nordwestdeutsche Philharmonie
La Nordwestdeutsche Philharmonie (lit. Filarmónica de la Alemania Noroccidental) es una orquesta sinfónica alemana con sede en Herford. Fue fundada en 1950 y, junto con la Philharmonie Südwestfalen y Landesjugendorchester NRW, es una de las orquestas "oficiales" (Landesorchester) del estado de Renania del Norte-Westfalia. La orquesta ha sido dirigida por directores tales como Wilhelm Schüchter, Hermann Scherchen y Andris Nelsons, ha ofrecido conciertos en varias ciudades del noroeste de Alemania, ha realizado giras internacionales y ha grabado repertorio inusual. Eugene Tzigane fue el director de orquesta de 2010 a 2014, y fue sucedido por Yves Abel.

## Historia
Un predecesor de la Nordwestdeutsche Philharmonie fue fundada en 1946 bajo este nombre en Bad Pyrmont por miembros de la antigua Linzer Reich-Bruckner-Orchester y la Prager Deutsche Philharmonie. En 1950 esta orquesta se fusionó con la Herforder Sinfonisches Orchester. La nueva orquesta fue nombrada primero Städtebund-Symphoniker, pero en 1951 Nordwestdeutsche Philharmonie.

## Financiación
La orquesta está financiada en parte por el estado de Renania del Norte-Westfalia y una asociación de comunidades en la región de Ostwestfalen-Lippe. Los miembros de la asociación son las ciudades de Bad Salzuflen, Bünde, Detmold, Herford, Lemgo, Minden y Paderborn y los distritos de Herford und Lippe.

## Actividades
Sus 78 músicos dan alrededor de 120 conciertos al año, principalmente en las ciudades que apoyan a la orquesta, pero también en sus giras internacionales a los Estados Unidos y Japón, entre otros. Han tocado en salas de conciertos como la Berliner Philharmonie, el Konzerthaus Dortmund y el Großes Festspielhaus de Salzburgo.
La orquesta colabora con la estación de radio pública WDR3. Han grabado más de 200 discos y CDs. La orquesta ha acompañado a cantantes como Anna Netrebko, José Cura, Plácido Domingo, Luciano Pavarotti y Renée Fleming. Los músicos están comprometidos en la implementación de programas pedagógicos de las escuelas y los jóvenes oyentes, llegando a más de 12.000 niños al año.
La orquesta organiza una academia internacional de verano. En 2010 con Fabio Bidini.

## Directores de orquesta
- 1950-1952: Rolf Agop
- 1952-1953: Eugen Pabst
- 1953-1955: Wilhelm Schüchter
- 1955-1956: Albert Grünes
- 1956-1961: Kurt Brass
- 1959-1960: Hermann Scherchen
- 1961-1963: Hermann Hildebrand
- 1963-1969: Richard Kraus
- 1969-1971: Werner Andreas Albert
- 1971-1974: Erich Bergel
- 1975-1987: János Kulka
- 1987-1991: Alun Francis
- 1992-1998: Michail Jurowski
- 1998-2006: Toshiyuki Kamioka
- 2006-2009: Andris Nelsons
- 2010-2014: Eugene Tzigane
- desde 2014: Yves Abel[9]